# الشداخة
الشـَّدَّاخَة وهي قرية من قرى محافظة بيشة التابعة إلى منطقة عسير في المملكة العربية السعودية.

## التسمية والتاريخ
الشـَّدَّاخة بفتح أوله وثانيه مشددين، وتعني في اللغة فج الرأس أو جَعَلَ به شرخاً أو جرحاً مبالغاً به وهي قرية من قرى بني منبه من شهران تقع غرب وادي بيشة على الطرف المقابل من مدينة بيشة وتبعد عنها 9 أكيال كما وتبعد عن مركز مدينة بيشة على على طريق السيارات مسافة 11 كم، وفي عدد من المدارس ومركز رعاية أولية وعدد من المساجد، ويعاني أهالي القرية في بعض الفترات من التقصير في تقديم الخدمات.